# Nizami Gəncəvi (Metro Baku)

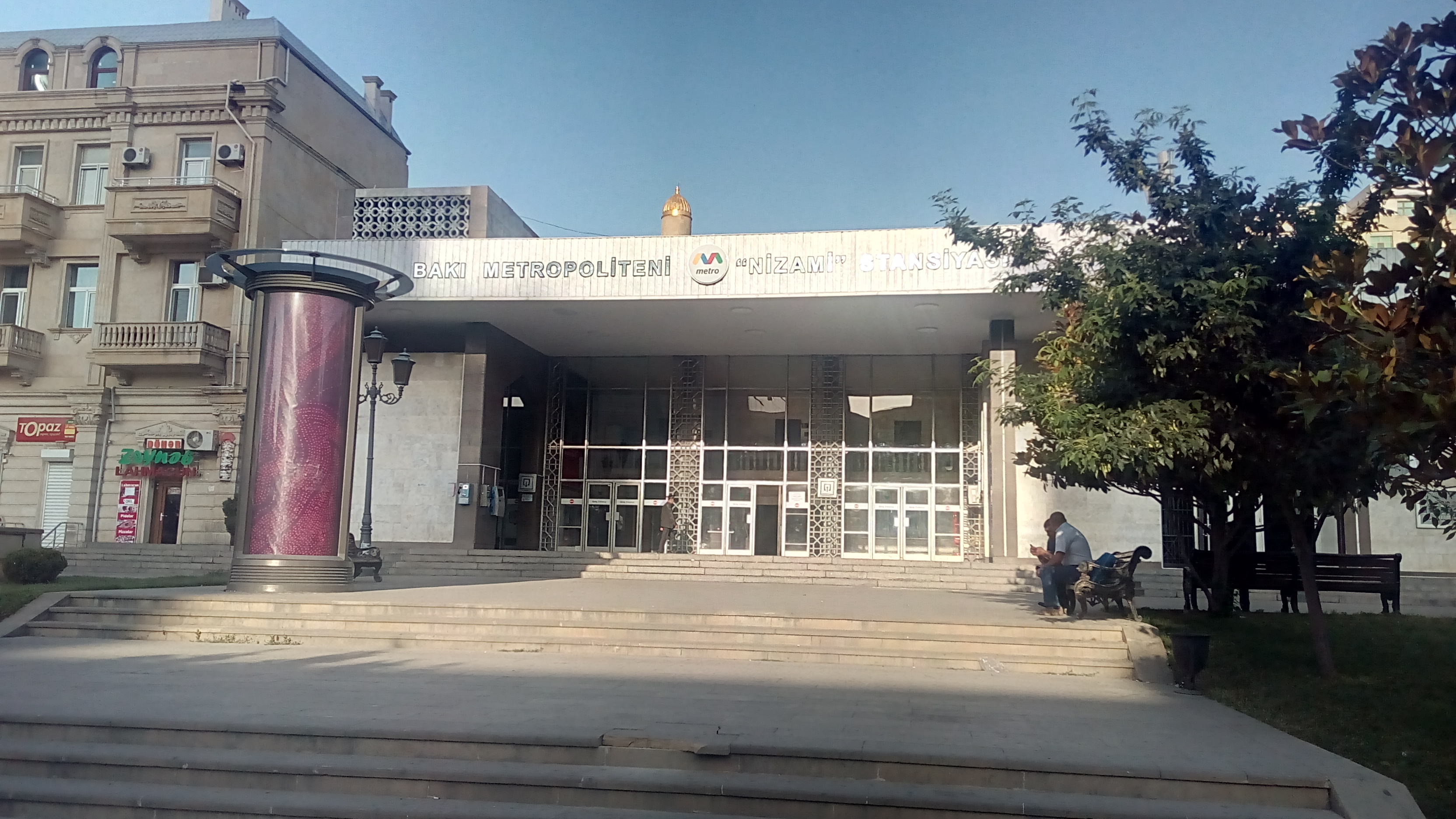
Zugang zur Station

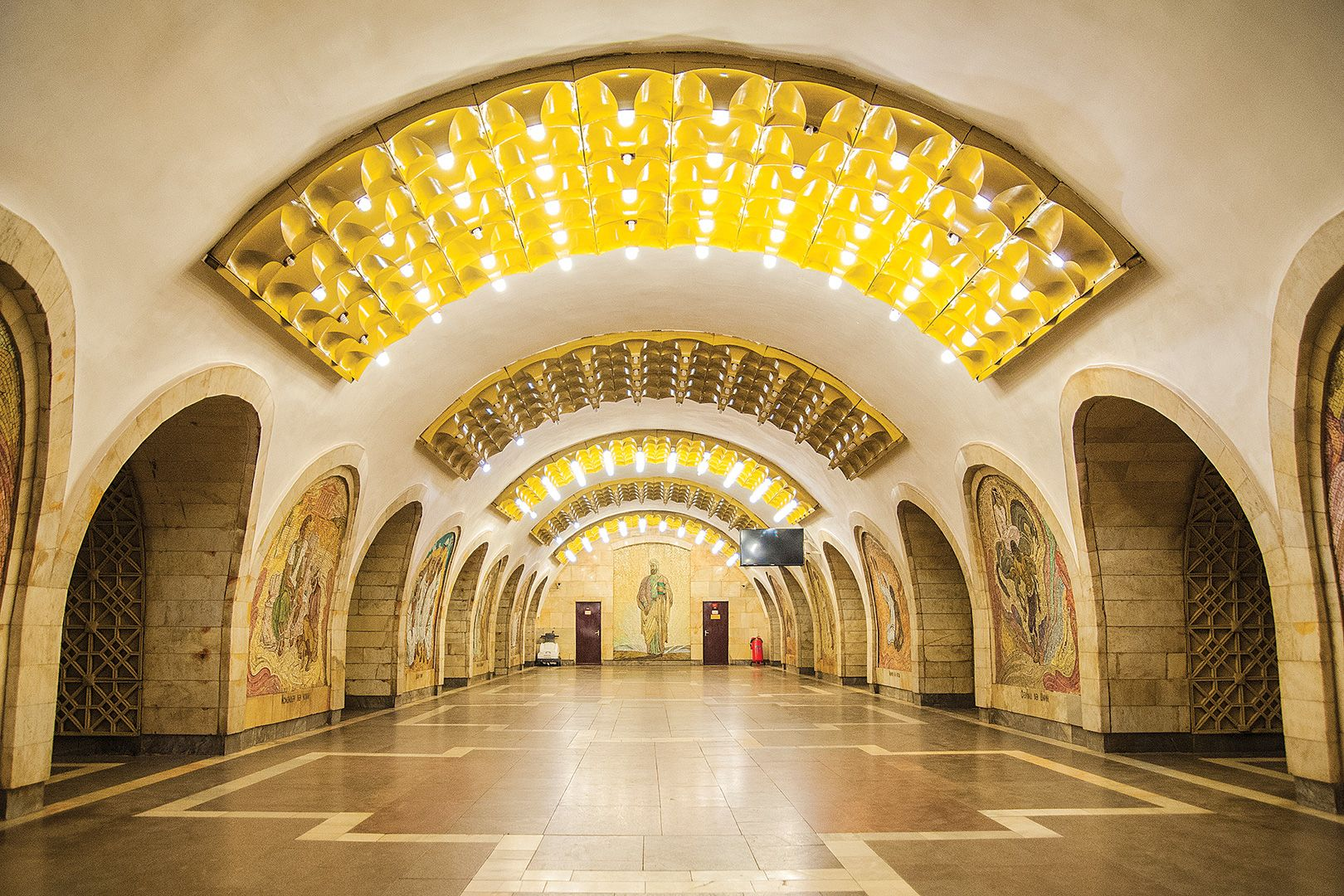
Bahnhofshalle

Nizami Gəncəvi ist eine Station der Linie 2 (Grüne Linie) der Metro Baku, die am 31. Dezember 1976 eröffnet wurde. Sie ist nach Nezami benannt.
2017 fand ein Umbau der Station statt. Damit wurden kyrillische Buchstaben, Relikte der Sowjetzeit, beseitigt und durch lateinische Buchstaben ersetzt.
Die Station befindet sich im Zentrum von Yasamal, einem Rajon von Baku.